# بايف تاو إم عوي نيت (طبيب)
بايف تاو إم عوي نيت (بمعنى: أنفاسه في يديّ نيت) أو بفتاو ان نيت كان مسؤولًا مصريًا قديمًا عاش خلال الأسرة السادسة والعشرين، خدم تحت حكم الملوك أبريس وأحمس. يُعرف من عدة آثار تثبت أهميته.
يوجد تمثال أصله من عين شمس كما تشير النقوش على التمثال، وهو اليوم في المتحف البريطاني (EA 83). ومن تمثال آخر موجود الآن في متحف اللوفر (A 93)، يُعرف أن بايف تاو إم عوي نيت أمر بعدة أعمال تجديد في أبيدوس والمناطق المحيطة بها خلال حكم أحمس. وهناك مائدة قربان وُجدت في منف وتمثال ثالث اكتُشف أيضًا في منف. تم العثور على تمثال رابع في بوتو. حمل بايف تاو إم عوي نيت عدة ألقاب مهمة، بما في ذلك مدير البيت العظيم والمشرف على الخزانة المزدوجة. كما حمل لقب طبيب.
كانت والدته امرأة تدعى نانس باستت. وكان والده مسؤولًا يدعى ساسوبيك وله عدة ألقاب بما في ذلك مدير القصر، كاهن حورس بي وكاهن آمون من طيبة الشمالية.